# Wheeler Peak (Nevada)
Il Wheeler Peak è la montagna più alta della Snake Range e della contea di White Pine, in Nevada, negli Stati Uniti. Si trova ad un'altitudine di 3 982 metri sul livello del mare, il che la rende la seconda vetta più alta del Nevada, appena dietro il Boundary Peak.  Con una prominenza topografica di 2 305 metri, il Wheeler Peak è la vetta topograficamente più importante della contea di White Pine e la seconda vetta più importante del Nevada, appena dietro il Monte Charleston. Il monte si trova all'interno del parco nazionale del Great Basin e prende il nome da George Wheeler, capo del Wheeler Survey verso la fine del XIX secolo.